# Боббі Браун
Ро́берт Ба́рисфорд Бра́ун  (англ. Robert Barisford Brown; 5 лютого 1969, Роксбері, Бостон, Массачусетс, США), відоміший як Боббі Браун — американський R&B-виконавець, репер та танцюрист. 1987 року, після участі в успішній групі New Edition, Браун почав сольну кар'єру і записав ряд хітів, а також став лавреатом премії Греммі. Він вважається першопрохідцем жанру «нью-джек-свінг». Його другий альбом, «Don't Be Cruel», включав величезну кількість хітів, у тому числі пісню «My Prerogative». Колишній чоловік співачки Вітні Г'юстон. Він також знімався в реаліті-шоу «Бути Боббі Брауном» (англ. Being Bobby Brown)

## Музична кар'єра

### Група New Edition
Боббі Браун почав музичну кар'єру як учасник R & B-групи New Edition, яку він створив з другом дитинства Майклом Бівінсом. Він наймолодший її учасник. З Брауном група записала ряд хітів: Candy Girl, Cool It Now і Mr. Telephone Man. 1986 року Браун був вигнаний з New Edition, через те що інші учасники вирішили, що їхня кар'єра стане під загрозу через непристойну поведінку Брауна на сцені, що переходить усі рамки пристойності. Протягом туру All for Love, він сварився з Ральфом Тресвантом і втручався в його сольні партії. У 1996 Браун повернувся в New Edition для запису камбек-альбому «Home Again». У середині туру його неординарна поведінка знову дало про себе знати. Він збільшив свій сольний сет і займав час інших учасників. В одному з інтерв'ю він зізнався, що під час туру перебував під впливом наркотичних засобів. Він знову пішов з New Edition. Восени 2005 року New Edition виступили на 25-річному ювілеї телеканалу BET. Група виконала попурі зі своїх найпопулярніших пісень, а Браун виконав з групою пісню «Mr. Telephone Man». Пізніше BET і Inside Hollywood оголосили, що Браун знову возз'єднався з групою і буде брати участь у записі їх наступного альбому. У січні 2006 року New Edition оголосили, що група випустить новий альбом у 2008, тоді ж вирушить у тур. Боббі також виступив на концерті в Колумбії (Південна Кароліна), який став основою майбутнього DVD-релізу групи.

## Приватне життя
З 18 липня 1992 до 24 квітня 2007 року був одружений зі співачкою Вітні Г'юстон. Їхня донька Боббі Крістіна Браун народилася 4 березня 1993 року. Після розлучення повне право піклування над дівчинкою надано матері, Браун був його позбавлений через свої проблеми з законом і алкоголем і не зміг повернути через суд.
Крім того, до шлюбу з Г'юстон, він вже мав трьох позашлюбних дітей від різних жінок.